# Rudi Lešnik
Rudi Lešnik, slovenski pedagog, * 3. oktober 1931, Celje, † 20. september 1987, Podčetrtek.
Lešnik je leta 1952 v Celju končal končal učiteljišče ter 1963 ob deludiplomiral na ljubljanski Filozofski fakulteti iz psihologije in pedagogike, ter prav tam 1979 tudi doktoriral. Od leta 1952 do 1960 je bil učitelj na osnovni šoli, nato bil s presledki (1965-77 in 1984-86) profesor na predhodnjici današnje PEF v Mariboru (od 1984 izredni profesor). Dr. Lešnik  je bil tudi glavni urednik Prosvetnega delavca (1977-1979); v obdobju  1980-1983 pa pedagoški vodja Politične šole CK ZKJ Josip Broz Tito v Kumrovcu. Objavil je nad 20 samostojnih publikacij med njimi tudi: Osnove pedagogike (1974), monografijo o podčetrški šoli Samorastniki ob Sotli.